# Cogny (Cher)
Cogny is een gemeente in het Franse departement Cher (regio Centre-Val de Loire) en telt 38 inwoners (2009). De plaats maakt deel uit van het arrondissement Saint-Amand-Montrond.

## Geografie
De oppervlakte van Cogny bedraagt 18,0 km², de bevolkingsdichtheid is dus 2,1 inwoners per km².
De onderstaande kaart toont de ligging van Cogny (Cher) met de belangrijkste infrastructuur en aangrenzende gemeenten.

## Demografie
Onderstaande figuur toont het verloop van het inwonertal (bron: INSEE-tellingen).